# Uljanowska Gwardyjska Suworowska Szkoła Wojskowa
Uljanowska Gwardyjska Suworowska Szkoła Wojskowa ros. Ульяновское гвардейское суворовское военное училище – specjalistyczna szkoła w ZSRR i Rosji dla młodzieży w wieku szkolnym, odpowiednik liceum wojskowego; utworzona w 1943 w Kalininie jako Kalinińska Suworowska Szkoła Wojskowa ((ros. Калининское суворовское военное училище (КлСВУ))).
Obecnie funkcjonuje pod nazwą Uljanowska Gwardyjska Suworowska Szkoła Wojskowa. Komendantem (szefem) szkoły jest Władimir Szkirkow, weteran z Afganistanu.